# Villa de Otura
La Villa de Otura, o simplemente Otura, es una localidad y municipio español situado en la parte meridional de la comarca de la Vega de Granada, en la provincia de Granada. Limita con los municipios de Alhendín, Ogíjares, Gójar, Dílar y Padul. Cuenta con una población de 7606 habitantes (INE 2024). Por su término discurre el río Dílar
El municipio otureño es una de las treinta y cuatro entidades que componen el Área Metropolitana de Granada, y comprende el núcleo de población de la Villa de Otura —capital municipal— así como las numerosas urbanizaciones dispersas a lo largo de su término, entre ellas Los Alijares, Los Almendros, Las Andas, Los Ángeles, La Concha, Los Girasoles, El Juncarillo, La Luz, Molino Alto, Montecarmelo, Monteoliva, Nueva Otura, Las Pirámides, Santa Clara Golf, Suspiro del Moro, Villas Romanas, Viña del Rey y Las Viñas.
Como dato a señalar, dentro del municipio se encuentra el puerto del Suspiro del Moro, donde la Reina Aixa le habría dicho a su hijo Boabdil la célebre frase: «Llora como mujer lo que no has sabido defender como un hombre». También cuenta con el campo de golf de Santa Clara.

## Toponimia
El término Otura deriva del árabe Awtura, que significa «alto» o «altura». En 2013 se aprobó el cambio de nombre de Otura por el de Villa de Otura, para incorporar en el topónimo oficial el título de villa otorgado en 1705 por el rey Felipe V. Sin embargo, popularmente se le sigue conociendo y nombrando como Otura. Existe otra localidad homónima en el municipio de Morcín, Asturias.
El único gentilicio que se emplea es el de otureño/a.
| Awtura > Otura > Villa de Otura |

## Símbolos
La Villa de Otura cuenta con un escudo y bandera adoptados oficialmente el 4 de julio de 2005.

### Escudo
Su descripción heráldica es la siguiente:

Escudo español: cuartelado en cruz: 1.º de oro (amarillo), un puente de sable (negro) mazonado de plata (blanco) sobre ondas de azur (azul) y plata. 2.º de sinople (verde), una torre de oro. 3.º de sinople, una espiga de trigo y una hoja de tabaco, ambas de oro cruzadas en aspa por la punta. 4.º de oro, el busto del rey Boabdil, derramando tres lágrimas, al natural. Entado en punta de azur, una granada de oro, rajada de gules (rojo). Al timbre, corona real abierta.

### Bandera
La enseña del municipio tiene la siguiente descripción:

Paño rectangular de proporciones 2:3 dividido en cinco franjas horizontales paralelas entre sí, de las siguientes proporciones: 1/8, 1/8, 1/2, 1/8 y 1/8, de los colores azul-blanco-verde-blanco-azul respectivamente; en la franja central y al asta, un círculo formado por ocho lágrimas blancas.

## Geografía

### Situación
El municipio limita al oeste con Alhendín; al norte con Ogíjares y Gójar; al este con Dílar; y al sur con Padul. Es la primera localidad de la Vega de Granada proveniente de la Costa, justo en el límite con el Valle de Lecrín.
| Noroeste: Alhendín         | Norte: Alhendín, Ogíjares y Gójar | Nordeste: Gójar        |
| Oeste: Alhendín            |                                   | Este: Gójar y Dílar    |
| Suroeste: Alhendín y Padul | Sur: Padul                        | Sureste: Padul y Dílar |

## Demografía
Otura cuenta con una población de 7606 habitantes (INE 2024).
| Gráfica de evolución demográfica de Otura entre 1842 y 2021                                                         |
| |
| Población de derecho según los censos de población del INE Población de hecho según los censos de población del INE |

## Administración y política
Los resultados en la Villa de Otura de las últimas elecciones municipales, celebradas en mayo de 2023, son:
| Elecciones Municipales - Villa de Otura (2023) | Elecciones Municipales - Villa de Otura (2023) | Elecciones Municipales - Villa de Otura (2023) | Elecciones Municipales - Villa de Otura (2023) | Elecciones Municipales - Villa de Otura (2023) |
| Partido político                               | Partido político                               | Votos                                          | Votos                                          | Concejales                                     |
| ---------------------------------------------- | ---------------------------------------------- | ---------------------------------------------- | ---------------------------------------------- | ---------------------------------------------- |
|                                                | Partido Socialista Obrero Español (PSOE)       | 2022                                           | 54,58 %                                        | 8                                              |
|                                                | Partido Popular (PP)                           | 920                                            | 24,83 %                                        | 3                                              |
|                                                | Vox (VOX)                                      | 383                                            | 10,34 %                                        | 1                                              |
|                                                | Izquierda Unida Para la Gente (PARA LA GENTE)  | 336                                            | 9,07 %                                         | 1                                              |

Tras las elecciones, el socialista Nazario Montes Pardo fue reelegido alcalde de la Villa de Otura.